# Albert Barillé
Albert Barillé (14. februar 1920 – 5. februar 2009) var en fransk instruktør og producent.
Albert Barillé kom fra en fattig familie og begyndt at arbejde i en ung alder med forskellige små job.
Han startede sin karriere i fjernsynet i 60'erne, hvor han hurtigt begyndte at interessere sig for tegnefilm fordi han så, at fremtidige generationer ville tilbringe mere og mere tid foran fjernsynet og han ønskede at formidle viden om geografi, menneskerhistorie, miljø, osv. til børn på en sjov og instruktiv måde.
Han kongstanke var at børn skal have det sjovt når de lærer. 
Han kæmpede en kamp i 60erne for sine ideer, men det var først i 70'erne, han fik succes med serien "Der var engang....".
I Danmark, viste man i 1980'erne, tegnefilmene Der var engang...et menneske og Der var engang...livet som havde en hvis succes. 

## Filmografi
- 1970 : Colargol
- 1978 : Der var engang...et menneske
- 1982 : Der var engang...rummet
- 1987 : Der var engang...livet
- 1991 : Der var engang...amerika
- 1994 : Der var engang...oplever
- 2006 : Der var engang...jorden